# 4443 Paulet
4443 Paulet este un asteroid din centura principală de asteroizi.

## Descriere
4443 Paulet este un asteroid din centura principală de asteroizi. A fost descoperit pe 10 septembrie 1985 la Observatorul La Silla de Henri Debehogne. Asteroidul prezintă o orbită caracterizată de o semiaxă mare de 2,24 ua, o excentricitate de 0,12 și o înclinație de 3,6° în raport cu ecliptica.